# Brandico
Brandico – miejscowość i gmina we Włoszech, w regionie Lombardia, w prowincji Brescia.
Według danych na rok 2004 gminę zamieszkiwało 1041 osób, 130,1 os./km².